# Deinopis guineensis
Deinopis guineensis är en spindelart som beskrevs av Lucien Berland och Jacques Millot 1940. Deinopis guineensis ingår i släktet Deinopis och familjen Deinopidae.
Artens utbredningsområde är Guinea. Inga underarter finns listade i Catalogue of Life.